# Kroměříž
Kroměříž là một thị trấn thuộc huyện Kroměříž, vùng Zlínský, Cộng hòa Séc.